# Saropogon alternatus
Saropogon alternatus là một loài ruồi trong họ Asilidae. Saropogon alternatus được Loew miêu tả năm 1873. Loài này phân bố ở vùng Cổ Bắc giới và châu Á.